# 窒化亜鉛
窒化亜鉛（ちっかあえん、英: Zinc nitride）は、亜鉛の窒化物。化学式はZn3N2。純粋なものは立方晶型の結晶構造をとる。1940年に、Juzaらにより初めて合成された。

## 性質
窒化亜鉛は、亜鉛アミド（亜鉛ジアミン）を嫌気的環境下で200℃に加熱し、熱分解することで得られる その際、副生物としてアンモニアが生じる。
{\displaystyle {\ce {3Zn(NH2)2\ -> Zn3N2\ + 4NH3}}}
亜鉛とアンモニアを315℃に加熱することによっても得られる。その場合には、副生物として水素が生じる。
{\displaystyle {\ce {3Zn\ + 2NH3 -> Zn3N2\ + 3H2}}}
窒化亜鉛は水と激しく反応し、酸化亜鉛とアンモニアを生じる。
{\displaystyle {\ce {Zn3N2\ + 3H2O -> 3ZnO\ + 2NH3}}}
塩酸に可溶で、リチウムとは電気化学的・可逆的に反応する。窒化リチウムや窒化マグネシウム同様、融点は高い。

## 用途
窒化亜鉛の薄膜は可視及び近赤外領域で光透過性があり、光機能素子材料としての利用が研究されている。